# 時任三郎 36 BEST
『時任三郎 36 BEST』（ときとうさぶろう さぶろう ベスト）は、時任三郎3作目のベスト・アルバム。2017年8月23日に、ポニーキャニオンから発売された。

## 背景
1981年に「川の流れを抱いて眠りたい」でワーナー・パイオニアからレコード・デビューして36年を迎えた時任三郎初のオールタイム・ベスト・アルバム。
名前の三郎にちなんで、レコード・デビュー36周年記念、収録曲は36曲、税別3600円で発売された。
ワーナー・パイオニア、EPIC・ソニー、ポニーキャニオン、3つのレコード会社で発売された時任の楽曲がレーベルを越えてシングル集（Disc 1）、バラード集（Disc 2）、新録含むシングル（Disc 3）CD3枚に収録され、小田和正、浜田省吾、飛鳥涼、CHAGEなどによる豪華アーティストの書き下ろし提供曲も含まれている。

## 収録曲

### Disc.1
1. 川の流れを抱いて眠りたい　（3分54秒）
  - 作詞：岡本おさみ　作曲：鈴木キサブロー　編曲：瀬尾一三
2. ウェディング・リバー　（5分23秒）
  - 作詞：大津あきら　作曲：鈴木キサブロー　編曲：小田健二郎
3. 河を渡って木立を抜けて　（4分26秒）
  - 作詞：神沢礼江　作曲：小倉良　編曲：大谷幸
4. そして誰も愛せなくなったら　（4分19秒）
  - 作詞：康珍化　作曲：南士亜恋　編曲：井上鑑
5. WALKIN' IN THE RAIN　（3分35秒）
  - 作詞・作曲：浜田省吾　編曲：大谷幸
6. 夢の子供　（4分50秒）
  - 作詞：門谷憲二　作曲：山本はるきち　編曲：大谷幸
7. CARRY ON（シングル・バージョン）　（4分26秒）
  - 作詞：大津あきら　作曲：鈴木キサブロー　編曲：和泉一弥
8. 白い絵の具とオーケストラ　（4分37秒）
  - 作詞・作曲：飛鳥涼　編曲：西平彰
9. 望むことがあるとすれば　（6分07秒）
  - 作詞・作曲・編曲：小田和正
10. 君が愛を語れ　（5分57秒）
  - 作詞・作曲：飛鳥涼　編曲：重実徹
11. REASON　（6分08秒）
  - 作詞：澤地隆　作曲：CHAGE　編曲：重実徹
12. Sweet Distance　（5分39秒）
  - 作詞：實川翔　作曲：村上啓介　編曲：重実徹
13. そして、夜を抱きしめて　（5分24秒）
  - 作詞・作曲：馬場孝幸　編曲：重実徹
14. LONG RUN　（5分10秒）
  - 作詞・作曲：安部光俊　編曲：難波正司
15. 闇夜の国から　（4分30秒）
  - 作詞・作曲：井上陽水　編曲：重実徹
16. 19のままで　（4分28秒）
  - 作詞・作曲：時任三郎　編曲：大谷幸

### Disc.2
1. 俺のバラード　（4分15秒）
  - 作詞：原希夢子　作曲：網倉一也　編曲：藤田大士
2. イリュージョン　（5分32秒）
  - 作詞：門谷憲二　作曲：山本はるきち　編曲：大谷幸
3. 夏の陽炎　（4分08秒）
  - 作詞：時任三郎・門谷憲二　作曲・編曲：大谷幸
4. きみだけがそんなに淋しいのかい?　（4分14秒）
  - 作詞：門谷憲二　作曲：小倉良　編曲：大谷幸
5. 恋人達　（4分45秒）
  - 作詞・作曲：白浜久　編曲：大谷幸
6. RIVER　（4分25秒）
  - 作詞：時任三郎　作曲：鈴木キサブロー　編曲：大谷幸
7. NOSTALGIA　（3分45秒）
  - 作詞：時任三郎・平野肇　作曲：小倉良　編曲：大谷幸
8. AGAIN　（6分03秒）　
  - 作詞：實川翔　作曲：宇佐元恭一　編曲：重実徹
9. ふたり　（4分46秒）
  - 作詞：澤地隆　作曲：鈴木康博　編曲：重実徹
10. 君にまかせたよ　（5分23秒）
  - 作詞：澤地隆　作曲：中崎英也　編曲：重実徹
11. 少しだけ膝を貸してくれないか　（5分23秒）
  - 作詞：實川翔 作曲：室井憲一　編曲：重実徹
12. それが僕の愛し方　（6分03秒）
  - 作詞：澤地隆　作曲：野下俊哉　編曲：重実徹
13. 夢の雫　（6分05秒）
  - 作詞：實川翔　作曲：馬場孝幸　編曲：大谷幸
14. そばにいるから　（4分42秒）
  - 作詞：時任三郎　作曲：首藤高広　編曲：TOKITO's Friends
15. PLANET　（3分54秒）
  - 作詞：天野滋　作曲：馬場孝幸　編曲：大谷幸
16. PEACE OF MIND　（5分05秒）
  - 作詞：時任三郎　作曲：馬場孝幸　編曲：大谷幸

### Disc.3
1. 君の帰る場所　（4分06秒）
  - 作詞・作曲：中島文明　編曲：Lie lie lie
2. 地図を広げて　（3分46秒）
  - 作詞：時任三郎 作曲・編曲：大谷幸
3. 二人で　（3分52秒）　　
  - 作詞：時任三郎　作曲・編曲：小倉良
4. すてきな人だから　（4分19秒）
  - 作詞・作曲：河口京吾　編曲：信澤宣明